# Back from the Dead (Waysted)
Back From The Dead è il quinto album dei Waysted, uscito nel 2004 per l'Etichetta discografica Majestic Rock Records.

## Tracce
1. The Alternativa – 7:52
2. Garden of Eden – 4:34
3. Dreams – 4:10
4. Must B More 2 It Than This – 3:32
5. The Price of Love – 2:57
6. Breakfast Show – 5:03
7. I'm Gonna Love Ya – 6:09
8. Lost in Cleveland – 6:05

### Bonus track (versione giapponese)
- 9. No Place To Run
- 10. The Wild, The Willing And The Innocent

## Formazione
- Fin - voce
- Paul Chapman - chitarra
- Chris George - chitarra
- Pete Way - basso
- Scott Phillips - batteria
- Paul RD Haslin - batteria